# Thirapat Serirangsan
Thirapat Serirangsan (26 de febrero de 1955) es un polítólogo, político y profesor universitario de Tailandia.
Licenciado en Ciencias Políticas por la Universidad de Chulalongkorn, donde se doctoró en 1991, después de obtener un máster en la Universidad de Thammasat. Ha trabajado como profesor de Ciencias Políticas en la Universidad Abierta de Thammathirat desde 1984, donde ha ocupado diversos cargos directivos, al tiempo que ha desempeñado funciones en diversos comités asesores del Senado y de la Asamblea Nacional. En el gobierno interino de 2006 y 2007, surgido a raíz del golpe de Estado de agosto de 2006, fue nombrado ministro adjunto al primer ministro.